# 手向山八幡宮
手向山八幡宮（たむけやまはちまんぐう）は、奈良県奈良市にある神社。旧社格は県社。手向山神社とも。奈良市街東部の手向山麓に位置。東大寺大仏殿前の道を東に行った正面に位置し、すぐ北には東大寺法華堂（三月堂）がある。手向山は紅葉の名所として知られ、古今和歌集では菅原道真が「このたびは幣もとりあへず手向山 紅葉の錦神のまにまに」と詠んでいる。

## 歴史
天平勝宝元年（749年）、東大寺及び大仏を建立するにあたって宇佐八幡宮より東大寺の鎮守神として勧請された。当初は平城宮南の梨原宮に鎮座したという。梨原宮の所在地は未詳だが、奈良市役所近くにある平城京左京三条二坊宮跡庭園がその跡ともいわれる。後に東大寺大仏殿南方の鏡池付近に移座したが、治承4年（1180年）の平重衡による南都焼討で焼失する。
文治4年（1188年）に東大寺大勧進職の重源によって仮殿が建てられ、建久8年（1197年）に社殿が再建される。その後、建長2年（1250年）に北条時頼によって境内地が東大寺千手院の跡地である現在地に移された。
江戸時代の元禄4年（1691年）に本殿が再建されている。
創建以来、東大寺に属しその鎮守社とされてきたが、1871年（明治4年）の神仏分離の際に東大寺から独立し、県社に列せられている。また、東大寺塔頭の東南院（現・本坊）にあった東照宮は天皇殿とされ、東照宮の社殿と祭神は当社に移された。

## 祭神
- 主祭神 - 応神天皇、姫大神、仲哀天皇、神功皇后、仁徳天皇

## 境内
- 本殿（奈良県指定有形文化財） - 元禄4年（1691年）再建。
- 拝殿
- 武内神社 - 祭神：武内宿禰
- 菅公腰掛石 - 菅原道真がこの石に座ったとされる。
- 若宮神社（奈良県指定有形文化財） - 祭神：仁徳天皇。摂社。
  - 拝殿
- 高良神社 - 祭神：大伴健将
- 若殿神社 - 祭神：菟道稚郎子
- 四社合殿 - 明武神社、劔神社、八子神社、松童神社
- 二社合殿 - 阪本神社、恵比寿神社
- 住吉社（重要文化財） - 祭神：住吉三神。鎌倉時代の建立。
- 宝物殿
- 東照宮 - 祭神：徳川家康。現在の東大寺本坊にある天皇殿はかつての東大寺東照宮である。神仏分離によって当社に社殿が移された。
- 神楽所（奈良県指定有形文化財）
- 南門
- 大黒殿 - 祭神：大黒天
- 社務所
- 北門
- 北御廊（奈良県指定有形文化財）
- 神門（楼門、奈良県指定有形文化財）
- 南御廊（奈良県指定有形文化財）
- 宝庫（重要文化財） - 奈良時代の建立。校倉造。もとは東大寺油倉の上司倉。すぐ北には規模・形式とも類似した「東大寺法華堂経庫」が建つ。
- 白山神社
- 鑰取神社
- 五百立神社 - 東大寺の塔頭・真言院の北にある。

## 文化財

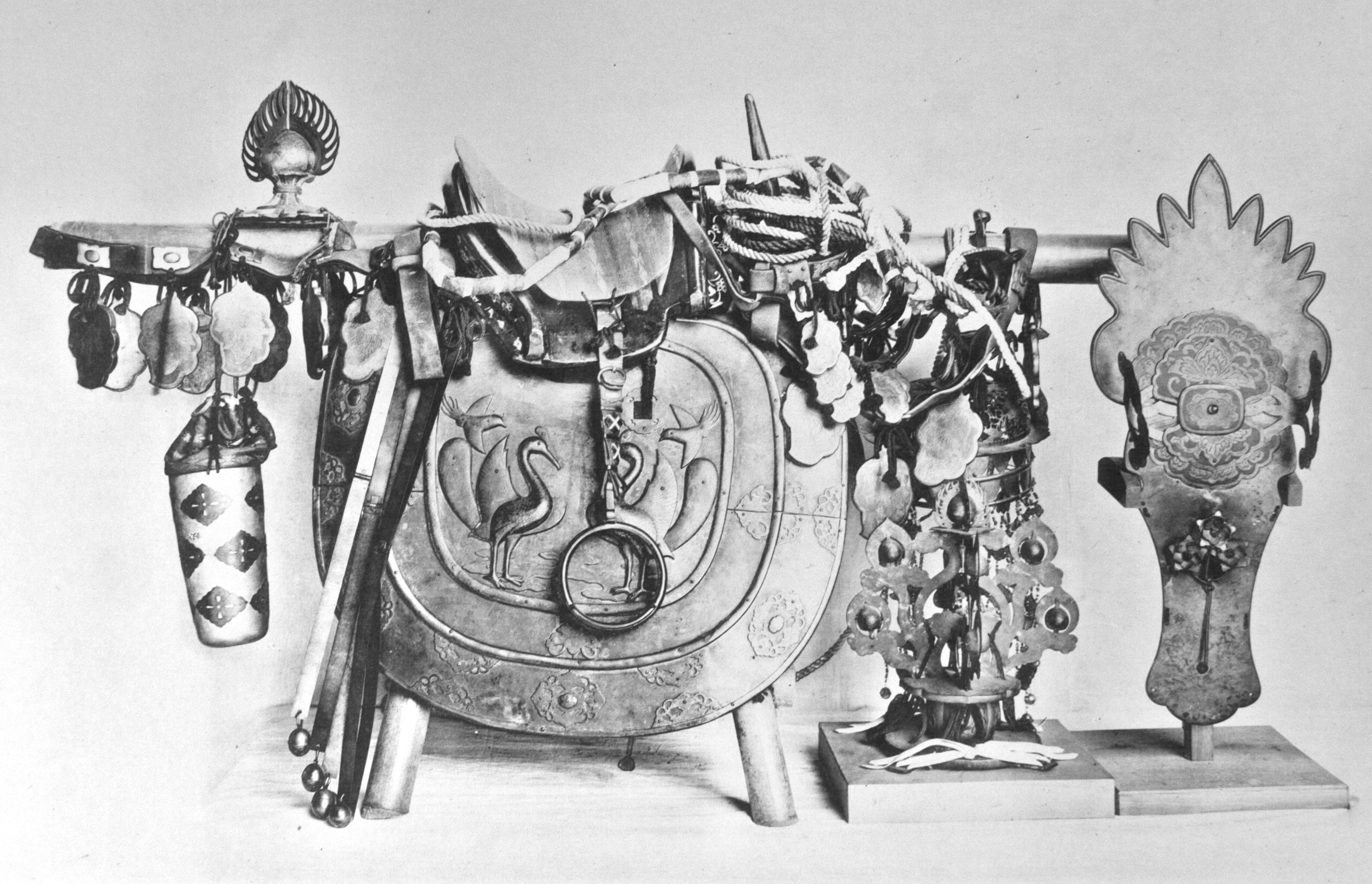
唐鞍（国宝）

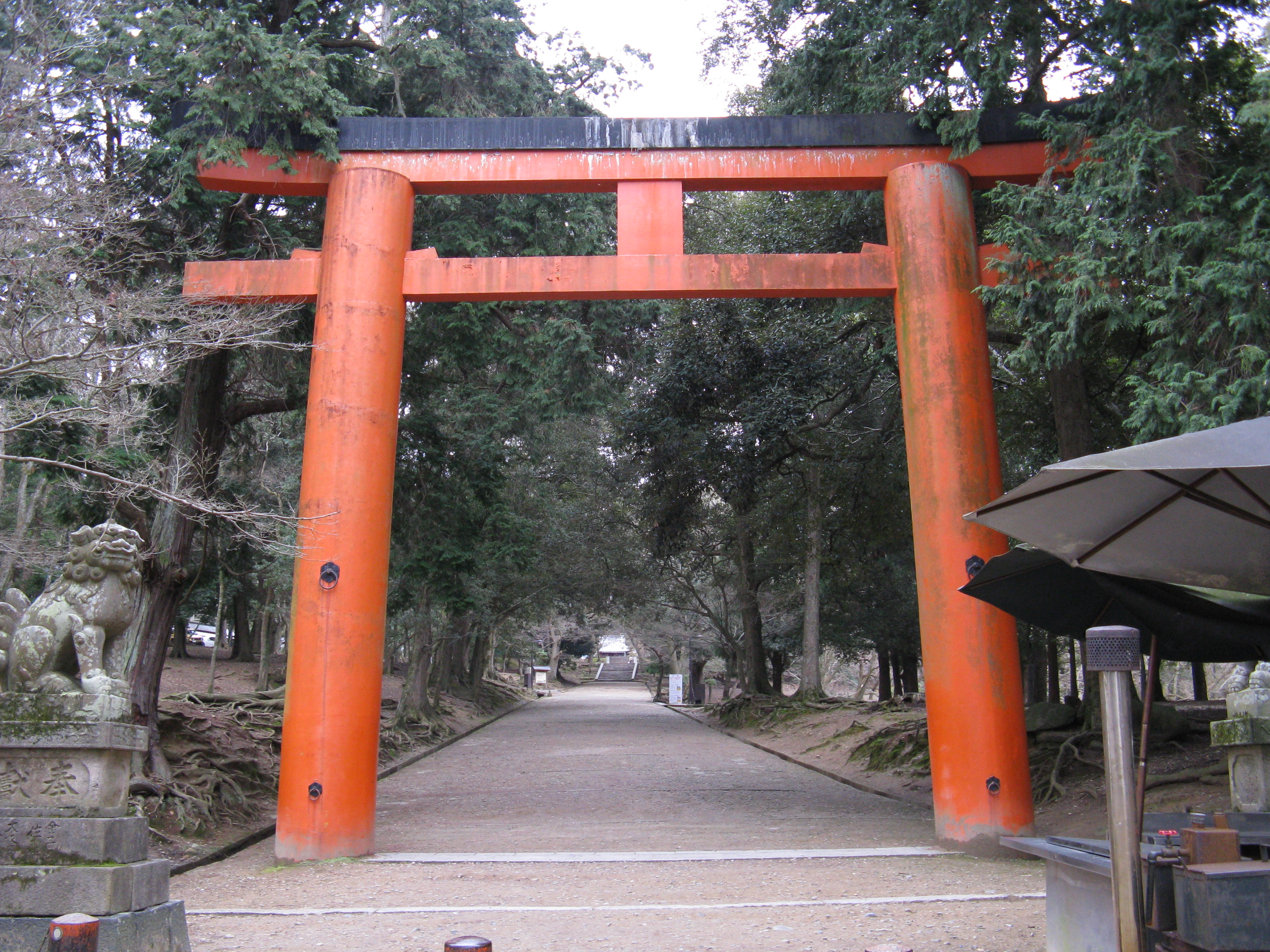
鳥居と参道

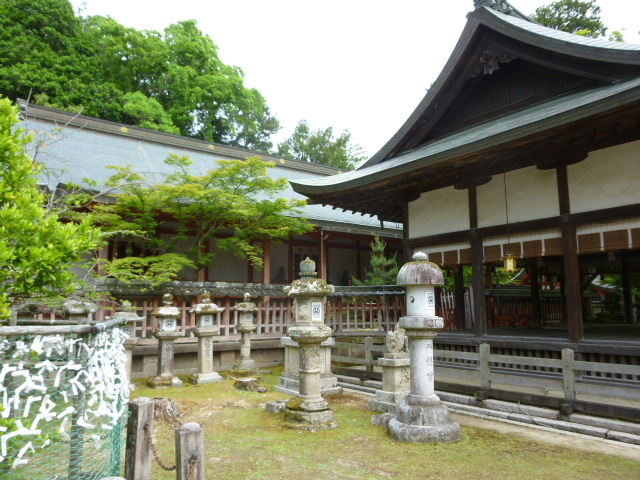
本殿と拝殿

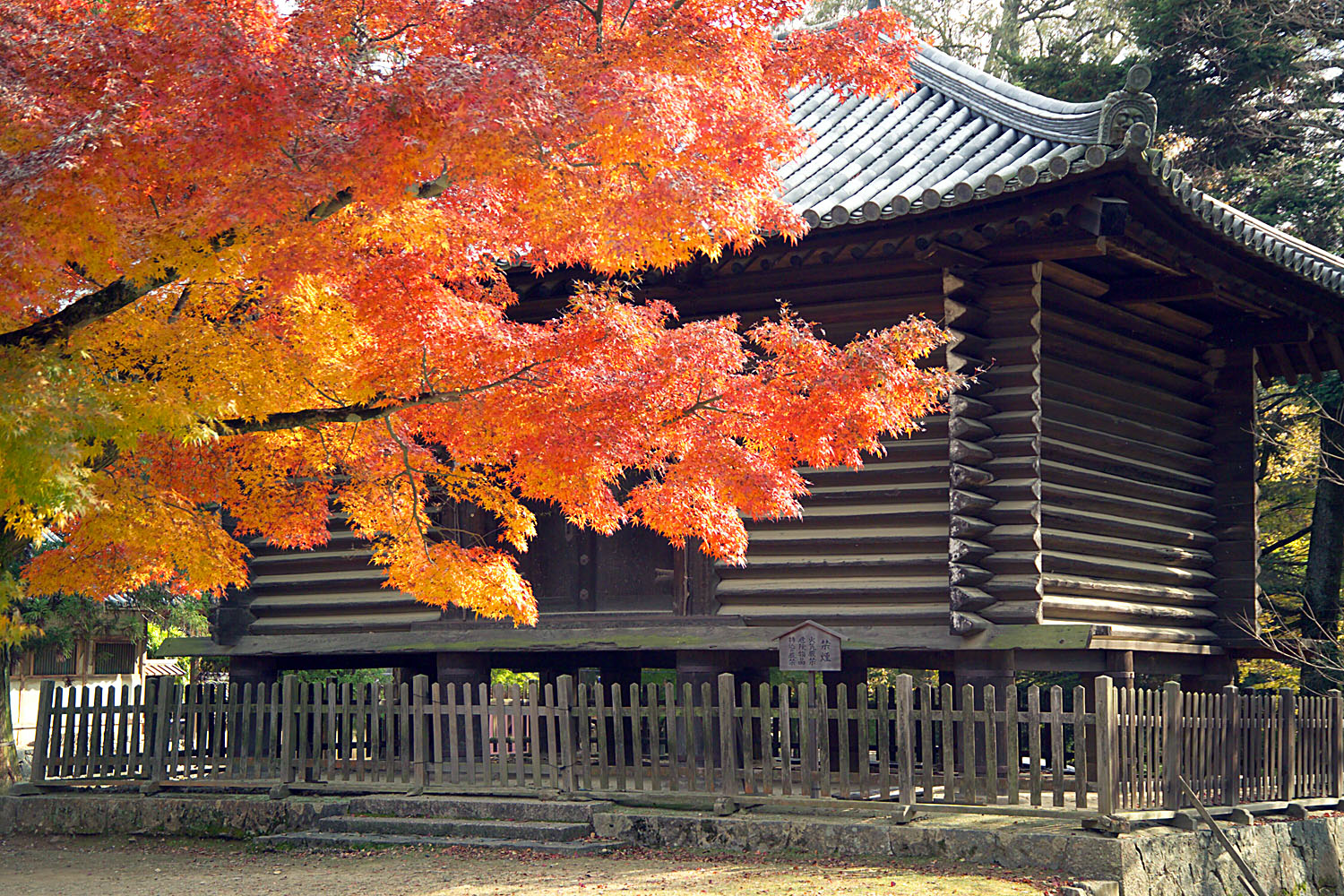
宝庫（重要文化財）

### 国宝
- 唐鞍 一具 - 内訳：黒漆螺鈿鞍 1背、鞍褥（くらしき） 1枚、障泥（あおり） 1双、雲珠（うず） 2箇、轡（くつわ） 1口、手綱 1懸、面繋（おもがい） 1懸、胸繋（むながい） 1懸、銀面  1面、頚総（くびふさ） 1懸、八子（はね） 10条、鐙（あぶみ） 1双、力革 1双、尻繋（しりがい） 1懸、腹帯 1懸、尾嚢（おぶくろ） 1口、差縄 2条

### 重要文化財
- 境内社住吉社本殿
- 宝庫
- 木造舞楽面 21面（皇仁庭、崑崙八仙、地久4、新鳥蘇、退宿徳、胡徳楽5、胡徳楽勧杯、胡徳楽瓶子取、胡飲酒、二ノ舞、貴徳、散手、納曽利、採桑老）[1]
- 木造菩薩面 1面（附 菩薩面1面）
- 木造獅子頭 2面（附 木造鼻高面3面）
- 木造狛犬 1躯（附 木造獅子1躯、木造獅子狛犬2対）
- 赤銅造太刀  銘備前国長船住長光
- 黒漆四枚居木鞍
- 唐鞍（黒漆宝相華尾長鳥螺鈿鞍1背、金銅装障泥1双、銀面1面、面繋（杏葉付）1懸、胸繋（杏葉付）1懸、尻繋（杏葉付）1懸、附 木製輪鐙1双）
- 唐鞍（黒漆宝相華尾長鳥螺鈿鞍1背、金銅装障泥1双、轡1口、銀面1面、面繋（杏葉付）1懸、胸繋（杏葉付）1懸、尻繋（杏葉付）1懸、輪鐙1双、雲珠2箇、八子6条）[2]
- 移鞍（黒漆鞍2背、轡2双、厚総面繋2懸、厚総胸繋2懸、厚総尻繋2懸、壺鐙1双、鎖面連2懸）[3]
- 素木鞍
- 黒漆海松円文螺鈿鞍（くろうるし みるえんもんらでんくら）
- 壺鐙（鉄宝相華唐草金銅象嵌壺鐙1隻、鉄宝相華唐草金銅象嵌壺鐙1隻、鉄骨木製黒漆半舌鐙1隻、鉄骨木製黒漆半舌鐙1隻、鉄骨革張半舌鐙1隻、鉄半舌鐙1双）
- 錦貼神輿
- 桐竹鳳凰蒔絵瓶子 - 舞楽で使用する小道具。
- 鉦鼓
- 彩絵鼓胴 康平4年（1061年）銘

典拠：2000年までの指定物件については『国宝・重要文化財大全 別巻』（所有者別総合目録・名称総索引・統計資料）（毎日新聞社、2000）による。
なお、東大寺勧進所八幡殿にある木造僧形八幡神像（快慶作、国宝）は、もと手向山八幡宮にあり、明治の神仏分離の際に東大寺に移されたものである。

### 奈良県指定有形文化財
- 本殿
- 若宮本殿
- 楼門
- 南御廊
- 北御廊
- 神楽所
- 能楽装束（迦陵頻羽根・胡蝶羽根）2組、残欠2枚

### 奈良市指定有形文化財
- 手向山神社文書および記録 官宣旨（左弁官下文） 1巻、後宇多上皇院宣 1巻、足利義満下知状（過書） 1通、後奈良天皇宣命 1通、東大寺絵所日記 1冊

### 奈良市指定無形民俗文化財
- 手向山八幡宮の御田植（オンダ） 付：平城八幡宮御田植神事之図 1巻、八幡宮御田式次第書 1冊

## 主な祭礼
- お田植祭（2月節分）
- 転害会（てがいえ）（10月5日）

## 交通
- JR奈良駅から奈良交通の市内循環バスに乗車、「大仏殿春日大社前」下車。徒歩15分。
- 近鉄奈良駅から徒歩30分。